# (5514) Karelraska
(5506) Artiglio – planetoida z pasa głównego planetoid.

## Odkrycie i nazwa
Odkryła ją Zdeňka Vávrová 29 stycznia 1989 roku w Obserwatorium Kleť. Nazwa planetoidy pochodzi od Karla Raška (1909–1987) – czeskiego lekarza i epidemiologa. Przed nadaniem nazwy planetoida nosiła oznaczenie tymczasowe 1989 BN1.

## Orbita
(5514) Karelraska obiega Słońce w średniej odległości 2,56 j.a. w czasie 4 lat i 40 dni.